# Sh2-122
Sh2-122 è una nebulosa a emissione visibile nella costellazione di Pegaso.
Si individua a meno di un grado ad est della brillante stella Markab (α Pegasi), facile da individuare in quanto costituisce il vertice sudoccidentale del famoso asterismo del Quadrato di Pegaso; la nebulosa tuttavia non è osservabile direttamente tramite strumenti amatoriali, essendo particolarmente debole. Per poterla individuare occorre una lunga esposizione fotografica, in cui appare come una tenue nube di aspetto filamentoso e irregolare. Il periodo più indicato per la sua osservazione nel cielo serale è compreso fra i mesi di settembre e febbraio.
La natura di Sh2-122 è a tratti controversa: non è nota alcuna stella responsabile della sua illuminazione o ionizzazione, e la sua distanza è incerta; probabilmente questa nube si trova nei pressi di un esteso filamento oscuro noto come MBM 55. Questa nube è, assieme ad altri filamenti nebulosi visibili nei dintorni, come MBM 53 e MBM 54, una delle più vicine conosciute; stime sulla sua distanza la collocano fra 100 e 175 parsec (326-570 anni luce). La stella Markab, sebbene si osservi nelle immediate vicinanze, è in realtà una stella posta in primo piano, ad appena 43 parsec; lo spettro di Markab risulta infatti privo di qualsiasi assorbimento dovuto all'interferenza di masse gassose nelle vicinanze. Fra le stelle probabilmente associate fisicamente alla nube, o poste nelle sue immediate vicinanze, vi sono HD 218155, una stella bianca di sequenza principale di sesta magnitudine visibile poco a sudest di Markab a 124 parsec di distanza, e HD 218499, un'altra stella bianca posta a 138 parsec, di settima grandezza. Qualcuna di queste stelle associate potrebbe essere la responsabile dell'illuminazione di Sh2-122.
Queste nubi filamentose e oscure sono state studiate nella banda del CO, rivelando che costituiscono un sistema fisicamente reale; queste nubi formano una sorta di involucro parzialmente aperto e in espansione, le cui origini non sono però conosciute. Le nubi MBM 54 e 55 giacciono ad una distanza media di circa 100 parsec, mentre MBM 53 si colloca ad una distanza leggermente maggiore. Una decina di gradi più a nord, ad una latitudine galattica ugualmente elevata, si trova il complesso di Lacerta OB1, il quale però, essendo posto a 370 parsec, si presenta notevolmente più distante rispetto a queste nubi locali.